# Amblyjoppa fuscipennis
Amblyjoppa fuscipennis là một loài tò vò trong họ Ichneumonidae.